# Ratafia

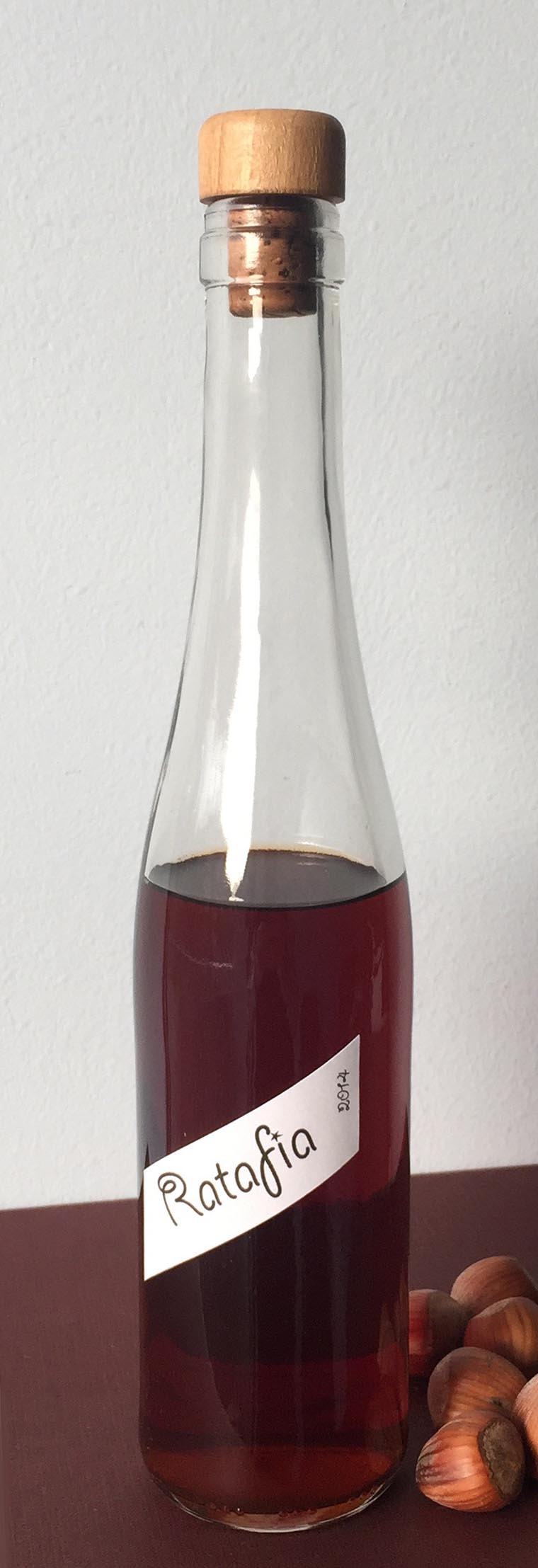
Butelkowana ratafia domowa

Ratafia (wł. ratafià, rataffia) – słodka wódka wieloowocowa wytwarzana z niedestylowanych nalewek na sokach owocowych. 
Przyjęta w wielu językach nazwa pochodzi od toastu wygłaszanego przez Kreolów pochodzenia francuskiego podczas zawierania umów, wyrażanego łacińskimi słowami „Rata fiat [conventio]” (Niech będzie zawarta [umowa]). Ze względu na różnorodność wykorzystanych owoców ratafia często bywa potocznie określana jako „tutti frutti”.
Specyfika tego trunku pozwala na przyrządzanie go metodą domową od okresu letniego do jesieni. W tym celu wykorzystuje się dymion, w którym warstwowo umieszcza się oczyszczone rozmaite owoce sezonowe, przesypywane cukrem i zalewane spirytusem. Do zawartości dodawane bywają migdały i pestki niektórych owoców (śliwek, moreli, brzoskwiń).
Do nalewek wieloowocowych typu tutti frutti należą ratafie staropolskie. Ich cechą jest zawartość różnorodnych gatunków owoców oraz duża zawartość cukrów.